# New York Film Critics Circle Awards 1951
La 17ª edizione della cerimonia dei New York Film Critics Circle Awards, annunciata il 27 dicembre 1951, si è tenuta il 20 gennaio 1952 ed ha premiato i migliori film usciti nel corso del 1951.

## Vincitori

### Miglior film
- Un tram che si chiama Desiderio (A Streetcar named Desire), regia di Elia Kazan

### Miglior regista
- Elia Kazan - Un tram che si chiama Desiderio (A Streetcar named Desire)

### Miglior attore protagonista
- Arthur Kennedy - Vittoria sulle tenebre (Bright Victory)

### Miglior attrice protagonista
- Vivien Leigh - Un tram che si chiama Desiderio (A Streetcar named Desire)

### Miglior film in lingua straniera
- Miracolo a Milano, regia di Vittorio De Sica  • Italia